# Primeira Liga 2011/12
Die Primeira Liga 2011/12 war die 78. Saison der höchsten portugiesischen Spielklasse im Fußball der Männer. Die Saison begann am 14. August 2011 und endete am 12. Mai 2012 mit dem 30. Spieltag.

## Teilnehmer
Als Aufsteiger neu dabei waren der Gil Vicente FC aus Barcelos und der CD Feirense aus Santa Maria da Feira. Gil Vicente war nach fünf Jahren in der zweiten Liga wieder erstklassig. Feirense schaffte nach 20 Jahren wieder den Aufstieg in die oberste Spielklasse.
|  | Mannschaften         | Trainer             | Stadt                | Saison 2010/11 |
|  | -------------------- | ------------------- | -------------------- | -------------- |
|  | Sporting Braga       | Leonardo Jardim     | Braga                | 4. Platz       |
|  | SC Beira-Mar         | Rui Bento           | Aveiro               | 13. Platz      |
|  | Benfica Lissabon     | Jorge Jesus         | Lissabon             | 2. Platz       |
|  | Académica de Coimbra | Pedro Emanuel       | Coimbra              | 14. Platz      |
|  | CD Feirense          | Quim Machado        | Santa Maria da Feira | Aufsteiger     |
|  | Marítimo Funchal     | Pedro Martins       | Funchal              | 9. Platz       |
|  | Nacional Funchal     | Ivo Vieira          | Funchal              | 6. Platz       |
|  | Gil Vicente FC       | Paulo Martins Alves | Barcelos             | Aufsteiger     |
|  | União Leiria         | Pedro Caixinha      | Leiria               | 10. Platz      |
|  | SC Olhanense         | Daúto Faquirá       | Olhão                | 11. Platz      |
|  | FC Paços de Ferreira | Rui Vitória         | Paços de Ferreira    | 7. Platz       |
|  | FC Porto             | Vítor Pereira       | Porto                | Meister        |
|  | Rio Ave FC           | Carlos Brito        | Vila do Conde        | 8. Platz       |
|  | Vitória Setúbal      | Bruno Ribeiro       | Setúbal              | 12. Platz      |
|  | Sporting Lissabon    | Domingos Paciência  | Lissabon             | 3. Platz       |
|  | Vitória Guimarães    | Manuel Machado      | Guimarães            | 5. Platz       |

## Abschlusstabelle
| Platz | Platz | Verein               | Sp | S  | U  | N  | Tore  | TD  | P  | Anmerkung                                       |
| --- | ----- | -------------------- | -- | -- | -- | -- | ----- | --- | -- | ----------------------------------------------- |
| | 01.   | FC Porto (M, P)      | 30 | 23 | 06 | 01 | 69:19 | +50 | 75 | Gruppenphase UEFA Champions League 2012/13      |
| | 02.   | Benfica Lissabon     | 30 | 21 | 06 | 03 | 66:27 | +39 | 69 | Gruppenphase UEFA Champions League 2012/13      |
| | 03.   | Sporting Braga       | 30 | 19 | 05 | 06 | 59:29 | +30 | 62 | Qualifikation zur UEFA Champions League 2012/13 |
| | 04.   | Sporting Lissabon    | 30 | 18 | 05 | 07 | 47:26 | +21 | 59 | Qualifikation zur UEFA Europa League 2012/13    |
| | 05.   | Marítimo Funchal     | 30 | 14 | 08 | 08 | 41:38 | 03  | 50 | Qualifikation zur UEFA Europa League 2012/13    |
| | 06.   | Vitória Guimarães    | 30 | 14 | 03 | 13 | 40:40 | 0   | 45 |                                                 |
| | 07.   | Nacional Funchal     | 30 | 13 | 05 | 12 | 48:50 | −02 | 44 |                                                 |
| | 08.   | SC Olhanense         | 30 | 09 | 12 | 09 | 36:38 | −02 | 39 |                                                 |
| | 09.   | Gil Vicente FC (N)   | 30 | 08 | 10 | 12 | 31:42 | −11 | 34 |                                                 |
| | 10.   | FC Paços de Ferreira | 30 | 08 | 07 | 15 | 35:53 | −18 | 31 |                                                 |
| | 11.   | Vitória Setúbal      | 30 | 08 | 06 | 16 | 24:49 | −25 | 30 |                                                 |
| | 12.   | SC Beira-Mar         | 30 | 08 | 05 | 17 | 26:38 | −12 | 29 |                                                 |
| | 13.   | Académica Coimbra    | 30 | 07 | 08 | 15 | 27:38 | −11 | 29 | Gruppenphase UEFA Europa League 2012/13         |
| | 14.   | Rio Ave FC           | 30 | 07 | 07 | 16 | 33:42 | −09 | 28 |                                                 |
| | 15.   | CD Feirense (N)      | 30 | 05 | 09 | 16 | 27:49 | −22 | 24 | Abstieg in die Liga de Honra                    |
| | 16.   | União Leiria         | 30 | 05 | 04 | 21 | 25:56 | −31 | 19 | Abstieg in die Liga de Honra                    |
| Erläuterung: (M) = amtierender Meister, (P) = amtierender Pokalsieger, (LP) = amtierender Ligapokalsieger (N) = Neuaufsteiger aus der Liga de Honra |       |                      |    |    |    |    |       |     |    |                                                 |

## Kreuztabelle
Die Kreuztabelle stellt die Ergebnisse aller Spiele dieser Saison dar. Die Heimmannschaft ist in der linken Spalte, die Gastmannschaft in der oberen Zeile aufgelistet.
| 2011/12              | POR | BEN | Sporting Braga | Sporting Lissabon | MAR | Vitória Guimarães | Nacional Funchal | SC Olhanense | GIL | FC Paços de Ferreira | Vitória Setúbal | SC Beira-Mar | Académica de Coimbra | Rio Ave FC | CD Feirense | União Leiria |
| -------------------- | --- | --- | -------------- | ----------------- | --- | ----------------- | ---------------- | ------------ | --- | -------------------- | --------------- | ------------ | -------------------- | ---------- | ----------- | ------------ |
| FC Porto             |     | 2:2 | 3:2            | 2:0               | 2:0 | 3:1               | 5:0              | 2:0          | 3:1 | 3:0                  | 3:0             | 3:0          | 1:1                  | 2:0        | 2:0         | 4:0          |
| Benfica Lissabon     | 2:3 |     | 2:1            | 1:0               | 4:1 | 2:1               | 4:1              | 2:1          | 3:1 | 4:1                  | 4:1             | 3:1          | 4:1                  | 5:1        | 3:1         | 1:0          |
| Sporting Braga       | 0:1 | 1:1 |                | 2:1               | 2:0 | 4:0               | 2:0              | 1:2          | 3:1 | 5:2                  | 3:0             | 1:0          | 2:1                  | 2:1        | 3:0         | 2:1          |
| Sporting Lissabon    | 0:0 | 1:0 | 3:2            |                   | 2:3 | 5:0               | 1:0              | 1:1          | 6:1 | 1:0                  | 3:0             | 2:0          | 2:1                  | 1:0        | 1:0         | 3:1          |
| Marítimo Funchal     | 0:2 | 0:1 | 1:2            | 2:0               |     | 2:1               | 2:4              | 2:1          | 3:2 | 1:1                  | 1:0             | 0:0          | 3:2                  | 2:1        | 2:1         | 1:0          |
| Vitória Guimarães    | 0:1 | 1:0 | 1:1            | 0:1               | 1:0 |                   | 1:0              | 2:2          | 1:1 | 3:1                  | 3:0             | 0:3          | 1:2                  | 2:1        | 1:0         | 3:2          |
| Nacional Funchal     | 0:2 | 0:2 | 1:3            | 2:3               | 2:2 | 1:4               |                  | 1:0          | 3:1 | 1:0                  | 1:1             | 2:1          | 4:1                  | 2:1        | 2:0         | 2:2          |
| SC Olhanense         | 0:0 | 0:0 | 3:4            | 0:0               | 0:0 | 1:0               | 4:4              |              | 0:0 | 1:2                  | 2:2             | 2:1          | 0:2                  | 0:2        | 1:2         | 2:1          |
| Gil Vicente FC       | 3:1 | 2:2 | 0:3            | 2:0               | 0:0 | 3:1               | 0:3              | 1:1          |     | 1:2                  | 0:1             | 0:0          | 2:0                  | 0:0        | 3:1         | 2:1          |
| FC Paços de Ferreira | 1:1 | 1:2 | 1:1            | 2:3               | 1:1 | 1:5               | 0:2              | 1:1          | 1:2 |                      | 2:1             | 0:3          | 2:0                  | 2:2        | 3:1         | 2:1          |
| Vitória Setúbal      | 1:3 | 1:3 | 0:1            | 1:0               | 1:1 | 1:0               | 0:3              | 2:3          | 0:0 | 2:1                  |                 | 1:0          | 1:1                  | 2:1        | 1:1         | 1:0          |
| SC Beira-Mar         | 1:2 | 0:1 | 1:2            | 0:0               | 1:2 | 0:1               | 0:3              | 1:2          | 1:0 | 2:0                  | 2:3             |              | 2:1                  | 0:0        | 2:1         | 0:1          |
| Académica de Coimbra | 0:3 | 0:0 | 0:0            | 1:1               | 0:1 | 0:2               | 4:0              | 0:1          | 0:2 | 0:1                  | 1:0             | 0:1          |                      | 1:0        | 4:0         | 0:0          |
| Rio Ave FC           | 2:5 | 2:2 | 0:0            | 2:3               | 1:3 | 0:1               | 2:1              | 0:1          | 2:0 | 1:0                  | 3:0             | 4:0          | 0:0                  |            | 2:2         | 2:0          |
| CD Feirense          | 0:0 | 1:2 | 1:4            | 0:2               | 2:2 | 1:3               | 0:0              | 1:1          | 0:0 | 0:0                  | 1:0             | 1:3          | 1:1                  | 2:0        |             | 2:1          |
| União Leiria         | 2:5 | 0:4 | 1:0            | 0:1               | 1:3 | 1:0               | 2:3              | 1:3          | 0:0 | 2:4                  | 2:0             | 0:0          | 1:2                  | 1:0        | 0:4         |              |

## Torschützenliste
| Pl. | Nat.          | Spieler               | Verein            | Tore |
| --- | ------------- | --------------------- | ----------------- | ---- |
| 1   | Paraguay 1990 | Óscar Cardozo         | Benfica Lissabon  | 20   |
| "   | Brasilien     | Lima                  | Sporting Braga    | 20   |
| 3   | Brasilien     | Hulk                  | FC Porto          | 16   |
| 4   | Niederlande   | Ricky van Wolfswinkel | Sporting Lissabon | 14   |
| 5   | Kolumbien     | James Rodríguez       | FC Porto          | 13   |

## Meistermannschaft FC Porto
| 26. Titel | FC Porto |
| FC Porto  | - Tor: Helton (29/-); Rafael Bracalli (1/-); Kadu (1/-) - Abwehr: Rolando (26/1); Álvaro Pereira (23/1); Maicon (20/3); Nicolás Otamendi (20/1); Cristian Săpunaru (15/2); Alex Sandro (7/1); Jorge Fucile (7/-); Eliaquim Mangala (7/-); Danilo (3/-) - Mittelfeld: João Moutinho (29/3); James Rodríguez (26/13); Steven Defour (24/1); Fernando (22/1); Fernando Belluschi (16/1); Lucho González (12/1); Cristian Rodríguez (10/1); Souza (8/-); Freddy Guarín (7/1) - Sturm: Hulk (26/16); Silvestre Varela (21/3); Djalma (14/1); Marc Janko (10/4); Walter (4/2); Juan Iturbe (4/-) - Trainer: Vítor Pereira |

* Falcao (1/-) und Rúben Micael (1/-) haben den Verein während der Saison verlassen.